# Natalia Bobrova
Pour les articles homonymes, voir Bobrova.
Natalia Bobrova (en russe : Наталья Боброва), née le 24 août 1978 en Sibérie (RSFS de Russie) et morte le 2 avril 2015 à Tel Aviv (Israël), est une gymnaste artistique russe.

## Biographie
Pour sa première apparition dans une compétition internationale, elle se classe troisième dans la finale au sol aux Championnats du monde de gymnastique artistique 1993 à Birmingham, devenant ainsi la première gymnaste de la Russie indépendante médaillée mondiale. Elle est par ailleurs 19e au concours général individuel.
Elle connaît ensuite de multiples blessures en 1994 l'éloignant de la compétition. En 1995, elle décroche une troisième place en Coupe de Russie en concours général individuel, et intègre l'équipe russe engagée aux Championnats du monde de gymnastique artistique 1995 à Sabae, qui termine à la quatrième place. Elle prend sa retraite sportive en 1996, et entraîne de jeunes gymnastes en Sibérie où elle devient mère de deux enfants.
Elle meurt d'un cancer de l'estomac à l'âge de 36 ans dans une clinique de Tel Aviv, après avoir séjourné des mois dans une clinique de Novossibirsk.